# Узкая дорога на дальний север
«Узкая дорога на дальний север» (англ. The Narrow Road to the Deep North) — австралийский драматический мини-сериал, основанный на одноимённом романе Ричарда Флэнагана. В главной роли — Джейкоб Элорди. Премьера состоялась 18 апреля 2025 года на Amazon Prime Video.

## Сюжет
Действие сериала разворачивается во время Второй мировой войны на Тихом океане. В 1943 году британские и австралийские военнопленные были заняты на строительстве Бирманской железной дороги. Сюжет рассказывает о жестокости войны, непрочности жизни и невозможности любви, увиденных глазами австралийского врача и военнопленного.

## В ролях
- Джейкоб Элорди — Дорриго Эванс
- Одесса Янг — Эми Малвэни
- Киаран Хиндс — Дорриго Эванс в зрелом возрасте
- Оливия Дейонг — Элла
- Хезер Митчелл — Элла в зрелом возрасте
- Томас Уэзеролл — Фрэнк Гардинер
- Сё Касамацу — майор Накамура
- Таки Абэ — полковник Кота
- Чарльз Ан — Гоанн
- Саймон Бейкер — Кит
- Маса Ямагучи — лейтенант Фукухара
- Джордж Симицис — австралийский солдат

## Производство
В марте 2018 года компания Fremantle приобрела права на роман «Узкая дорога на дальний север» Ричарда Фланагана с намерением снять телевизионный сериал. В ноябре 2019 года было объявлено, что Джастин Курзель станет режиссёром сериала, а Шон Грант — сценаристом. Позже Fremantle вышла из проекта, вместо неё компания Curio Pictures занялась производством сериала.
В ноябре 2022 года главную роль получил Джейкоб Элорди. В ноябре 2023 года к актёрскому составу присоединились Одесса Янг, Киаран Хиндс, Оливия Деджонж, Хизер Митчелл, Томас Уэзеролл, Шоу Касамацу, Чарльз Ан и Саймон Бейкер.
Основные съёмки начались в ноябре 2023 года и продолжались до марта или апреля 2024 года.
Показ сериала в Австралии, Канаде и Новой Зеландии состоится на платформе Amazon Prime Video, а на международном уровне — на Sony Pictures Television.